# Parque metropolitano El Lago

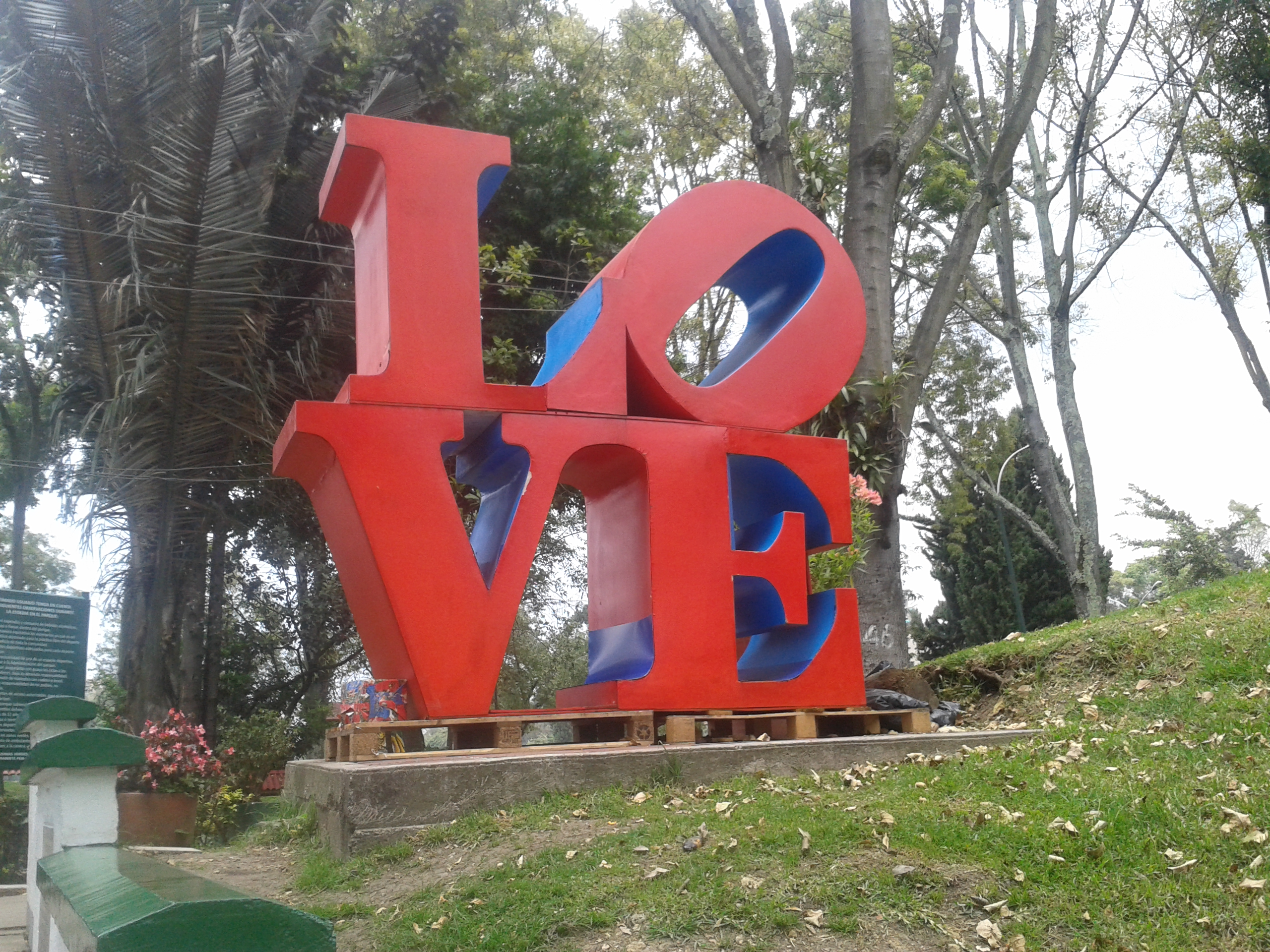
Réplica de la escultura Love de Robert Indiana en la entrada del Parque metropolitano El Lago

El parque metropolitano El Lago o parque de Los Novios forma parte del complejo Parque Metropolitano Simón Bolívar, tiene una superficie de 23 hectáreas dotadas con senderos peatonales y pequeñas casetas para asados. Es ideal para la recreación pasiva y contemplativa. En el lago, su principal atractivo, se ofrece el servicio de botes de remo. Para los niños se realizan frecuentemente el llamado Universo de los Niños el cual consiste en actividades para los más pequeños como títeres, recreación y talleres.

## Características
Está ubicado cerca a las estaciones Movistar Arena y 7 de Agosto del sistema TransMilenio, específicamente en la calle 63 con carrera 48, al lado del Complejo Acuático. 
En sus instalaciones se encuentran animales como patos no domésticos, zambullidores, ocas africanas, gansos, pavos reales, gallinetas y piscos. Entre su flora se destacan los saucos, eucalipto, sauces, pinos, acacias, cedros, setos, eugenias, novios, pensamientos, palmas entre otros. También cuenta con un pequeño orquideario.
Cuenta con una plaza de eventos con capacidad para 3.000 personas, un salón social para eventos, 3 puntos de baterías de baños, zona de parque infantil, zona de alimentación, parqueadero para 130 vehículos y dos fuentes de agua que enriquecen el nivel paisajístico.
En los terreros del Parque fueron levantados con el tiempo el llamado Coliseo de los Deportes y Complejo Acuático Simón Bolívar en la gestión del alcalde. 
El Festival Jazz Dominical es un evento que se realiza recurrentemente en este lugar, dentro del evento de los festivales de verano organizados por el Instituto Distrital de Recreación y Deporte. Durante ocho domingos se rinde homenaje a Joe Madrid. Grupos de jazz participan en estas tardes dominicales de agosto y septiembre.